# Medalla China
La Medalla China (China-Denkmünze) fue una medalla del Imperio alemán. Fue establecida el 10 de mayo de 1901 por el Káiser Guillermo II, en su calidad de Rey de Prusia y Káiser alemán. Existían dos versiones de la medalla, una en bronce y una variante en acero. La medalla de bronce fue concedida por servicio a las tropas y civiles alemanes durante la Rebelión de los Bóxers. La medalla de acero fue concedida a la población que contribuyó al esfuerzo de guerra en el ámbito doméstico y navegantes de la flota mercante que transportó soldados a China.
El diseño inicial provino del propio Guillermo II y fue ejecutado por el profesor Walter Schott. La medallas eran producidas por la compañía Mayer & Wilhelm en Stuttgart.
También existían 14 broches concedidos por participación en batallas.